# Halte Hjarbæk
Halte Hjarbæk is een voormalige spoorweghalte in Denemarken. De halte lag aan de spoorlijn Viborg - Aalestrup.
De halte werd in 1928 geopend. Hjarbæk was een populaire bestemming voor de inwoners van de nabijgelegen stad Viborg, en menigeen had een zomerhuisje in de omgeving van Hjarbæk. Dit toerisme zorgde voor veel reizigers en de DSB legde zelfs extra treinen naar Hjarbæk in gedurende de zomer om aan de vervoersvraag te kunnen voldoen. De opkomst van de auto deed het reizigersvervoer echter weer afnemen.
Met het beëindigen van het reizigersvervoer op de spoorlijn per 30 mei 1959 werd ook de halte Hjarbæk gesloten. Er reden tot eind jaren 90 nog wel goederentreinen op de lijn. In 2006 is het spoor opgebroken en omgevormd tot het wandel- en fietspad Himmerlandsstien.